# 戸田奈々
戸田 奈々（とだ なな・1985年8月20日 - ）は、静岡県出身の元レースクイーン。

## 人物・来歴
- 趣味：歌うこと
- 特技：場の雰囲気を和ませること
- 2006年、ツインリンクもてぎエンジェルの8期生として1年間活動。

2006年、野口五郎プロデュース（Gプロ）、MacFanによる共同企画「ゴロスタ」では五郎に才能を認められグランプリ作品を歌う。
- 2007年、スタイルコーポレーションに所属。佐々木綾美、塚本麻里、水野桃子と共にスーパー耐久イメージガール『Vanilla』として活躍。
  - 自ら歌手志望であるせいか、Vanillaではメインヴォーカルを務めた他、レースのイベントステージではソロ曲を披露した。
- 2008年2月、事務所主催の撮影会を最後にスタイルコーポレーションを退所。現在は本格的にアーティスト活動を目指し、ライブ活動を同年10月から不定期に行っている。

## CM出演
- 赤城乳業「旨ミルク」（2006年）

## DVD
- BLUE ASPIRATION（2007年7月18日）
- LENS（ソロ楽曲DVD。2007年8月5日）